# Exilisia flavicincta
Exilisia flavicincta är en fjärilsart som beskrevs av De Toulgoët 1965. Exilisia flavicincta ingår i släktet Exilisia och familjen björnspinnare. Inga underarter finns listade i Catalogue of Life.